# Guerra antica
La guerra antica è il tipo di guerra condotta tra l'inizio della storia scritta fino alla fine dell'età antica. In Europa, la fine dell'antichità è spesso identificata con la caduta dell'Impero romano d'Occidente (476).

## Sinossi
La differenza tra guerra preistorica e guerra antica è soprattutto nell'organizzazione, e non tanto nella tecnologia. Lo sviluppo delle prime città stato, e poi degli imperi, permise un vistoso mutamento nella guerra. A partire dalla Mesopotamia, gli stati produssero un sufficiente surplus nelle risorse agricole, tale da permettere alle élite dei guerrieri a tempo pieno (ed ai relativi comandanti) di emergere. Finché il nerbo delle forze era costituito da agricoltori, la società poteva sostenere il fatto di averli impegnati in campagne militari invece che nel lavoro ordinario per una porzione di ciascun anno. Pertanto, si svilupparono per la prima volta eserciti organizzati.

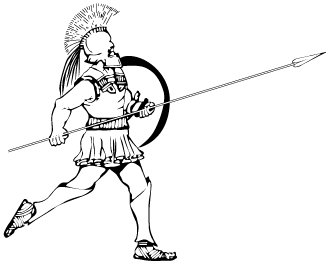
Oplita greco

Questi nuovi eserciti avevano un ruolo essenziale nell'evoluzione e nell'ingrandirsi degli stati, ed il primo impero, quello dei sumeri, si formò in Mesopotamia. I primi eserciti antichi continuarono ad usare soprattutto archi e lance, ovvero le armi nate nella preistoria per la caccia.
In Egitto e Cina si seguì un modello simile per l'impiego in massa della fanteria, armata nel modo anzidetto.

### Carri da guerra
Con la crescita degli stati, la velocità di movimento divenne cruciale poiché il potere centrale non poteva essere mantenuto in mancanza di una rapida repressione delle ribellioni. La prima soluzione all'esigenza fu il carro da guerra, che s'iniziò ad usare nel Medio Oriente intorno al 2000 a.C. Dapprima trainato dall'onagro, dal bue o dall'asino, detto veicolo consentiva il celere attraversamento delle terre del Medio Oriente, relativamente piane. I carri erano leggeri a sufficienza per eseguire agevolmente il guado di un fiume. L'allevamento di cavalli più potenti permise ben presto l'impiego di tali animali per la trazione, ed i carri divennero di conseguenza sempre più veloci ed efficaci.
La duplice natura del carro, quale strumento per il trasporto e per la battaglia, ne fece arma centrale per le genti dell'antico Vicino Oriente nel secondo millennio a.C. Tipicamente, il carro vedeva all'opera due uomini: l'arciere e l'auriga. In epoca più tarda, furono tuttavia sviluppati carri in grado di ospitare fino a cinque guerrieri, ma è alquanto controverso se tali veicoli fossero realmente efficaci. 
Anche in Cina i carri furono vitali per la Dinastia Shang, permettendole, peraltro, l'unificazione di una vasta area.
Benché si sia voluto paragonare i carri di cui parliamo con gli odierni carri armati per quanto attiene al ruolo giocato sul campo di battaglia, ossia la forza d'urto, il principale vantaggio dei carri (quelli antichi) risiedeva nella mobilità tattica concessa agli arcieri. Poiché la fanteria irreggimentata in rigidi ranghi rappresentava la formazione d'elezione - consentiva ai generali dell'epoca di mantenere il comando e controllo "azione durante", ed al contempo garantiva reciproca protezione tra i commilitoni - una forza di carri poteva restare a distanza ragguardevole dagli avversi schieramenti, ed ugualmente tempestare di frecce i nemici.
Considerata la loro velocità, era praticamente escluso che i carri fossero neutralizzati da una carica. Se, d'altronde, un'unità di fanteria si fosse sparpagliata per ridurre il danno cagionato dalle frecce, avrebbe altresì perso il beneficio della protezione reciproca, e di conseguenza i "carristi" ne avrebbero avuto ragione ancor più facilmente.
Da un punto di vista tattico, i carri mettevano una sorta di dilemma, proprio in quanto indispensabili per il contesto operativo del tempo. I carri erano, in ogni caso, arnesi complicati, per la cui manutenzione servivano esperti artigiani. Ne consegue che mantenere i carri era costoso. Quando erano di proprietà privata, tendevano a generare una classe guerriera di specialisti, ed a far virare la società verso forme di feudalesimo (ciò è ben rappresentato dall'Iliade di Omero). Quando invece appartenevano al potere pubblico, erano un puntello della solidità delle istituzioni, concorrendo all'affermazione di un forte governo centralizzato, come nel caso dell'Antico Egitto.
Il carro da guerra poteva essere utilizzato in vari modi, a seconda dello stile di combattimento peculiare di una data epoca e di una data civiltà. Nell'Illiade il carro è utilizzato come "taxi di battaglia": permette cioè all'eroe di muoversi rapidamente da un punto all'altro della battaglia (senza doversi stancare eccessivamente per il peso dell'armatura) e di fuggire nelle retrovie quando è ferito. Viene inoltre utilizzato per aggirare la fanteria nemica e permettere agli eroi di attaccarla alle spalle o ai fianchi. Vi è un annoso dibattito tra gli storici specialisti nella civiltà micenea e nel Medioevo ellenico per stabilire se questo modello di combattimento sia realistico, e se sia peculiare dell'età del bronzo achea o di quella del ferro; la civiltà achea fu però poco propensa all'uso del carro da guerra rispetto a quelle anatoliche e medio orientali.
Il carro da guerra trainato da cavalli fu, con ogni probabilità, sviluppato nelle terre a nord del Mar Caspio, tra popolazioni nomadi che avevano addomesticato i primi cavalli, simili alla razza "caspian" attuale. Queste popolazioni di "carristi", probabilmente di lingua indoeuropea, si mossero alla conquista di molte civiltà mediterranee, medio e vicino orientali, e della valle dell'Indo; forse giunsero fino alla Cina occidentale. I popoli attaccati recepirono e riadattarono la scoperta.
Per alcune centinaia di anni non furono selezionate razze di cavalli sufficientemente grandi e robuste per poter trasportare in groppa un combattente, inoltre quando questo avvenne non si disponeva ancora di selle, finimenti e soprattutto staffe, e quindi i primi cavalieri furono ricognitori subordinati alla massa di carristi, i quali potevano colpire il nemico come arcieri e lanciatori di giavellotto, sfruttando la struttura stabile su ruote rappresentata dal carro.

### Fanteria
I carri, però, erano inutili sui terreni accidentati che caratterizzavano la costa settentrionale del Mediterraneo in Anatolia, Grecia, ed Italia. Pertanto, gli antichi greci erano costretti a fare affidamento tattico sulla fanteria.
A differenza dell'Egitto che godeva, in un certo senso, di un utile isolamento, la Grecia era sovente minacciata da forze esterne. Proprio la conformazione geografica anzidetta propiziava la frammentazione politica piuttosto che l'unità nazionale, e ne discendeva una conflittualità pressoché perenne fra le città-stato che ne incarnavano il notorio tessuto politico e sociale.
Questa "competitività" del contesto affinò in breve armi e tattiche dei fanti. Nacque la falange oplitica: un solido muro di uomini (chiamati opliti da opla, "arma" in greco, ovvero "gli armati") che, manovrato all'unisono, ha un potenziale offensivo notevolmente superiore a quello del singolo combattente.
I greci usavano lance di circa 2m, e portavano corazze più pesanti. Quando si scontrarono con le tattiche sull'impiego di fanteria in massa invalse presso i persiani nelle omonime guerre, i greci risultarono vincitori, quand'anche inferiori per numero. Lo stesso non avvenne, però, quando la Macedonia affrontò i Romani, la cui legione sopravanzava la falange macedone (differente da quella greca per il minor equipaggiamento difensivo ma che in compenso usava la sarissa, una lancia lunga circa 5-6m, impugnata con due mani) in virtù di una maggiore flessibilità, che consentiva l'aggiramento delle schiere elleniche.

La falange, un tempo dominatrice della scena bellica greca, appariva ormai troppo monolitica per avere la meglio su un nemico che si giovava di maggior mobilità.
Nel Medio Oriente, che fu poi soggetto all'Impero persiano, i carri avevano gradualmente perso la loro importanza. Il miglioramento della razza del cavallo era continuato, fino a consentire all'animale di trasportare agevolmente un cavaliere completamente equipaggiato. Così i carri cedettero il passo ad arcieri e lancieri a cavallo.
Tale svolta fu dolorosa per chi viveva stanzialmente nelle pianure. In uno scontro di pura fanteria, avrebbe prevalso la maggiore massa critica umana delle lande agricole. L'infrastruttura e l'addestramento necessari all'impiego dei carri erano alla portata delle sole città. I guerrieri isolati a cavallo erano assai più a proprio agio nelle regioni della steppa che fra quelle che avevano conosciuto l'agricoltura. Una volta che quei cavalli più forti cui accennavamo, e tecnologie quali la sella divennero di largo uso, furono anche rapidamente adottate dai nomadi che abitavano zone inadatte alla coltivazione, che al contrario favorivano la pastorizia errante. Questi nomadi trascorrevano gran parte della vita sulle loro cavalcature, ed ovviamente erano efficacissimi cavalieri pure in guerra. Per molti secoli, gli stati d'Europa, Medio Oriente, Cina, e Asia meridionale furono esposti alla minaccia di cavalieri provenienti dalle steppe europee.

### Cavalleria
Nel IV secolo a.C., la Macedonia di Filippo II e del figlio Alessandro Magno riuscì a coniugare felicemente la cavalleria con la massiccia fanteria greca, creando una forza militare di ineguagliata potenza. Dopo aver conquistato la Grecia, Alessandro rivolse le sue mire al prestigioso Impero Persiano.
All'epoca i persiani avevano già in larga misura abbandonato il carro, sebbene alla battaglia di Gaugamela (331 a.C.) ne fossero stati dispiegati alcuni contro Alessandro. Ancorché il carro fosse sempre in auge quale veicolo da parata del Gran Re, le milizie persiane consistevano di un miscuglio di fanteria (in parte, perfino, greca) e cavalleria, nonché qualche elemento esotico come gli elefanti. Tale compagine, tuttavia, non si dimostrò in grado di reggere all'assalto macedone, sicché l'armata persiana fu posta in rotta in una serie di tre battaglie.
In Cina, gli imperi della valle erano sempre più esposti alla minaccia delle genti del nord (Mongolia, Manciuria ed Asia centrale). Per salvaguardare i loro possedimenti, i governanti cinesi fecero ampio ricorso alla loro superiorità nell'organizzazione e nel numero di armati. Il risultato più evidente e famoso di quella politica è naturalmente la Grande Muraglia, che aveva proprio la finalità precipua di prevenire incursioni a cavallo. Malgrado la sua monumentale imponenza e la proverbiale estensione, la muraglia non fu mai, in realtà, pienamente efficace, ed anzi le autorità cinesi furono costrette ad integrare il proprio apparato difensivo con reparti di cavalleria, che - per ironia della sorte - in gran parte venivano reclutati giusto tra quei barbari settentrionali che si stava tentando di arginare. (L'analogia con quanto avvenne nella decadenza dell'Impero romano è immediatamente evidente).
Benché nella maggior parte dell'Eurasia la forza mista (cavalleria più fanteria) fosse divenuta la norma, in Europa e Nordafrica si stava affacciando un metodo di combattimento affatto diverso. La regione mediterranea è circondata da montagne, che rendono la vita difficile ai cavalli. Per di più, la fanteria è in ogni caso più facile da trasportare su una nave, talché ogni società in grado di mettere in campo una fanteria capace di tenere testa a forze "montate" poteva dominare la regione.
Ciò fu messo in pratica nella città di Roma, che presto iniziò un'espansione senza precedenti nel mondo mediterraneo. I romani non presentavano granché di nuovo in fatto di tecnologia; piuttosto, la chiave del loro successo va ravvisata nello scrupolo organizzativo e nell'intenso addestramento. Le forze armate romane erano composte da professionisti che servivano per quasi tutta la vita l'esercito. Con la loro disciplina, abilità, attitudine ad apprestare fortificazioni campali, in una parola, con la saldezza della loro complessiva compagine, riuscirono a debellare ogni avversario della regione. Per risolvere il problema della bassa velocità connaturata al fante, collegarono il loro impero con una rete di strade di ottima qualità e valida manutenzione, così permettendo il celere rischieramento in zona operativa di considerevoli forze. La cavalleria aveva soltanto funzione di esplorazione o ausiliaria.
A dimostrazione di quest'ultimo asserto, è emblematico ricordare come due di quelle che sono state le rarissime ma eclatanti sconfitte subite dai romani, siano ricollegate a scontri con eserciti che disponevano di forze montate nettamente superiori alla loro cavalleria, tanto per l'impiego quanto per l'armamento.
Nel caso della battaglia di Canne, combattuta nel 216 a.C. fra romani e cartaginesi, un fattore preponderante nella vittoria colta da Annibale è rappresentato dall'utilizzo della cavalleria leggera.
Gli Iberici e i Numidi che erano stati disposti sulle due ali dello schieramento cartaginese, sfruttarono la propria capacità di manovra per impegnare e mettere in fuga gli avversari romani e, dopo aver liquidato i sopravvissuti, eseguirono una manovra di conversione, prendendo alle spalle i legionari, incalzati sui fianchi e privi della protezione che i cavalieri avrebbero dovuto fornire
Tuttavia, il successo dei romani dipendeva da una vasta organizzazione e struttura del loro impero. Una volta che esso iniziò ad andare in crisi, anche l'esercito cominciò a collassare. I cavalieri della steppa non avevano smesso di avanzare, anzi, il miglioramento della razza equina fu accompagnato dall'evoluzione dell'arco, viepiù letale, e da finimenti per l'equitazione più efficienti. Dal IV secolo in avanti, la cavalleria iniziò a sopravanzare velocemente la fanteria nel ruolo di fulcro delle forze armate di Roma. La lunga transizione dal fante al cavaliere era giunta ad una svolta epocale: non più la cavalleria a sostegno della fanteria, com'era stato per secoli, ma viceversa.

### Guerra navale
La prima battaglia navale di cui si abbia traccia scritta avvenne verso il 1210 a.C.: Šuppiluliuma II, re degli ittiti, sconfisse una flotta di Cipro bruciandone le navi in mare.
Le guerre persiane furono il primo caso di operazioni navali su larga scala: non solo sofisticati scontri tra flotte di decine di triremi per ciascuna fazione, ma operazioni anfibie combinate. Le navi da guerra del mondo antico, tipicamente triremi, privilegiavano, per scelta costruttiva, agilità leggerezza e manovrabilità risultando di conseguenza fragili e instabili. Non potevano poi trasportare grandi approvvigionamenti. Per questo motivo le flotte da guerra prediligevano le operazioni su specchi di mare (o fluviali) relativamente tranquilli, evitavano le lunghe navigazioni e il mare aperto. La navigazione oceanica era del tutto fuori dalla loro portata. Le marine fungevano quasi sempre da ausiliari degli eserciti e spesso erano essenziali per garantire la catena logistica. Di rado avrebbero condotto attacchi autonomi. Condizionata da armi di breve gittata, la guerra navale era praticata con modalità simili a quelle terrestri, e gli abbordaggi erano il cuore della specifica battaglia.
Le guerre puniche segnarono notevoli innovazioni per quel che riguarda le operazioni in alto mare. Roma, in precedenza, aveva avuto scarsa dimestichezza con la guerra navale, occupata com'era, soprattutto, nella conquista della penisola italiana. Cartagine, viceversa, era un'antica potenza commerciale e, naturalmente, disponeva di una gran flotta. I romani poterono costruire una marina davvero efficiente solo con lo studio attento di relitti di navi cartaginesi. Per di più, inventarono un congegno denominato corvo, ovvero una passerella che poteva essere gettata sulla nave avversaria. Questo attribuì a Roma un enorme vantaggio, portando la guerra navale all'interno di orizzonti tattici a loro più congeniali, quelli del combattimento ravvicinato: i legionari ebbero infatti l'opportunità di abbordare i vascelli nemici, massacrandone agevolmente gli equipaggi.

## Tattica ed armi

### Strategia
L'antica strategia era concentrata ampiamente sui connessi obiettivi di:
- convincere il nemico che arrendersi era ben più conveniente che resistere;
- ottenere il massimo vantaggio dalla guerra.

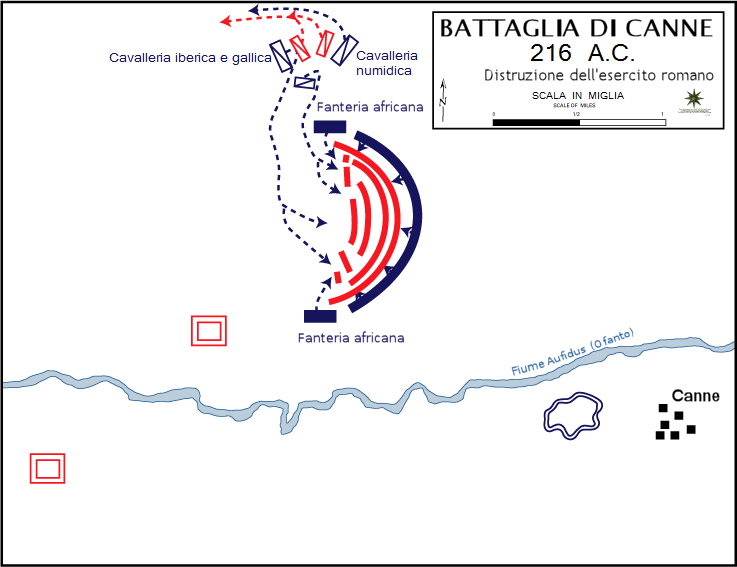
La disfatta romana di Canne

Indurre l'avversario alla resa significava per lo più sbaragliarlo sul campo.
Una volta messo in rotta il nemico, la minaccia dell'assedio, le perdite fra i civili, e tutte le altre prevedibili conseguenze, spesso costringevano gli sconfitti al tavolo del negoziato. Tuttavia, lo stesso risultato si poteva ottenere con altri mezzi. Il rogo dei campi nemici avrebbe forzato la scelta di arrendersi o accettare lo scontro campale. Aspettare al varco il nemico finché il suo esercito avesse dovuto disperdersi al principio della stagione del raccolto, ovvero perché i mercenari non ricevevano più il soldo, avrebbe comunque posto controparte dinnanzi ad una simile alternativa.
I conflitti eccezionali del mondo antico rappresentarono soprattutto notevoli violazioni delle regole di suddetto schema: come quando spartani ed ateniesi rifiutarono di arrendersi dopo molti anni di guerra del Peloponneso (dal 431 a.C. al 404 a.C.), o l'analoga resistenza romana dopo la disfatta di Canne (2 agosto 216 a.C.).
Uno scopo più personale nella guerra era il mero profitto. Si trattava sovente di denaro, come per la cultura predatoria delle tribù galliche. Ma il tornaconto poteva essere politico, atteso che i grandi comandanti militari erano spesso ricompensati con incarichi di governo per le vittorie ottenute. Queste "strategie" spesso sono in contraddizione con la corrente opinione moderna, secondo cui la guerra dovrebbe essere funzionale ad un qualche interesse pubblico.

### Tattica
La tattica efficace variava grandemente, in relazione:
1. Alla dimensione delle forze che il generale comandava;
2. Alla dimensione delle forze antagoniste;
3. Al terreno dello scontro;
4. Alle condizioni meteorologiche

Spesso, se un generale sapeva di avere un enorme vantaggio in termini di forza, tentava di attaccare il nemico frontalmente con la fanteria, tenendo la cavalleria ai fianchi. Questa manovra sarebbe stata eseguita dopo che arcieri e macchine da guerra (che erano mantenute in posizione sicura dietro alla fanteria) avessero tirato ripetute "bordate" di frecce o pietre sugli avversari. Dopo che tali bordate avessero "ammorbidito" il nemico, la fanteria sarebbe quindi avanzata caricando il fronte della schiera avversaria. Dopo che la fanteria avesse "fissato" (come si dice nel gergo tattico per intendere "costringere il nemico ad impegnarsi in un combattimento") i nemici, in modo che la loro attenzione fosse concentrata sull'attacco di fanteria in corso, la cavalleria li avrebbe aggirati lateralmente (cioè sui fianchi), decimandoli e precludendone la ritirata.
Nel caso che il vantaggio del generale fosse più lieve, poteva tentare di mettere in rotta il nemico, poiché le truppe che fuggono sono molto meno organizzate e più facili da uccidere rispetto a quelle che resistono risolutamente. Lo scopo può essere perseguito attaccando con la propria fanteria più agguerrita le truppe più deboli fra quelle avversarie, sterminandole in gran parte e perciò inducendo (i sopravvissuti) allo sbandamento. Quando un'unità vede un'altra in rotta, è assai più incline al panico. Un risultato perfino più grande sarebbe spezzare la determinazione dello stesso generale nemico, (oppure ucciderlo) con ciò spingendolo alla fuga assieme alla propria guardia del corpo; al suo esercito rimarrà ben poca alternativa che imitarne il comportamento. Questa tattica tende ad avviare un effetto domino, causando l'abbandono del campo dell'intero spiegamento antagonistico. Una volta che un tale fenomeno si fosse manifestato, era piuttosto prevedibile che la cavalleria avrebbe imperversato sui fuggitivi, riducendone viepiù la residua consistenza. Pochi i casi d'eccezione, come fra alcune tribù germaniche dove la perdita del proprio leader in alcune battaglie causò invece una maggiore determinazione nei soldati, in cerca di vendetta verso il nemico.
Un generale che si fosse ritrovato in condizioni d'inferiorità e ne fosse stato consapevole invece spesso avrebbe difficilmente accettato di ingaggiare battaglia, poiché difficilmente avrebbe potuto ottenere una vittoria.
Naturalmente la storia ci ha tramandato diversi casi eccezionali: dalla famosa battaglia di Canne, in cui Annibale sconfisse delle legioni nettamente più numerose del proprio esercito, a molti scontri fra romani e macedoni in cui i primi prevalsero pur in condizioni d'inferiorità numerica, fino alle imprese di Alessandro Magno che con le sue falangi sbaragliò l'impero persiano; ed è leggendaria la battaglia delle Termopili, in cui poche centinaia di greci tennero testa ad un esercito schiacciante di persiani prima di cedere. Ma ogni volta la ragione della vittoria va ricercata nella superiorità tattica, organizzativa, logistico-ausiliaria di chi aveva l'esercito meno numeroso ed eventualmente da fattori naturali. Un generale brillante poteva avere ragione di un avversario meno capace e preparato pur con forze inferiori, per esempio accerchiandolo e privandolo di possibilità di manovra (come Annibale a Canne), oppure sfruttando la potenza d'urto di una formazione come la falange abbinata alla cavalleria (con le quali Alessandro ebbe la meglio sul decadente e mal organizzato impero persiano); mentre un terreno impervio poteva facilmente rallentare un'armata numerosa ma pesante, lenta e poco maneggevole, rendendola vulnerabile a formazioni più mobili e versatili.

### Armi
Le armi antiche comprendevano: arco e frecce; armi inastate su una sorta di bastone, quali la picca ed il giavellotto; armi per il corpo a corpo, quali la spada, la mazza, l'ascia ed il pugnale.
La catapulta e l'ariete erano usate negli assedi. La lancia era ritenuta "barbara" perché colpiva da lontano ed evitava lo scontro diretto uno contro uno

### Assedio
Le mura e le fortificazioni erano essenziali per la difesa delle prime città nell'antico Vicino Oriente. Le mura erano costruite con mattoni di fango, pietra, legno o una combinazione dei predetti, a seconda della disponibilità locale.
La più antica raffigurazione di assedio risale all'Antico Egitto, intorno al 3000 a.C., ma il primo congegno per l'assedio ci è stato svelato da scavi di tombe egizie del XXIV secolo a.C., in cui bassorilievi mostrano scale a pioli da assedio ruotate.
Analoghi pezzi (provenienti da palazzi assiri di epoche tra il IX secolo a.C. ed il VII secolo a.C.) rappresentano assedi di parecchie città del Vicino Oriente. Benché un ariete rudimentale fosse invalso nell'uso già nel precedente millennio, gli assiri produssero un progresso nella tecnica ossidionale. La più comune pratica di assedio era comunque circondare i nemici ed attendere che si arrendessero. Per le ristrettezze logistiche, raramente si potevano mantenere a lungo assedi che richiedessero qualcosa più che l'impiego di una forza minore.

## Civiltà

### Egiziani
Per la gran parte della sua lunga storia, l'antico Egitto è stato unito sotto un solo governo. La principale preoccupazione militare per la nazione era tener fuori dai confini i nemici. Le aride pianure ed i deserti che circondavano l'Egitto erano abitati da tribù che occasionalmente tentavano la scorreria o l'insediamento nella fertile vallata del Nilo. Gli egiziani costruirono fortezze ed avamposti lungo le frontiere ad ovest e ad est del delta del Nilo, nel Deserto Esterno, e nella Nubia a sud. Vi erano piccole guarnigioni, atte a respingere incursioni minori; ma in caso di attacchi più consistenti, s'inviava un messaggio che allertava il grosso dell'esercito. La maggior parte delle città egizie non aveva mura, né altre difese.
I primi soldati egiziani portavano un armamento semplice, consistente di una lancia con la punta di rame ed un largo scudo di legno ricoperto di pelle. Nel periodo arcaico, si portava anche una mazza in pietra, che verosimilmente sopravvisse poi solo per un uso cerimoniale, rimpiazzata - sul campo - da un'ascia da battaglia in bronzo. I lancieri erano appoggiati da arcieri muniti di arco composito (più lamine sovrapposte di materiali diversi) e frecce con punte di selce o rame. Nel terzo e nel secondo millennio a.C. non venivano usate corazze. Il principale progresso nella tecnologia delle armi iniziò intorno al 1600 a.C., quando gli egiziani combatterono, sconfiggendoli, gli hyksos, un popolo che pure aveva dominato il Basso Egitto. Proprio a quell'epoca cavalli e carri furono introdotti in Egitto. Altre nuove tecnologie comprendevano la spada ricurva, la corazza per il corpo ed una migliorata fusione del bronzo.
Il passo in avanti successivo avvenne nel Periodo Tardo (712 a.C. - 332 a.C.), quando iniziò l'impiego di truppe montate ad armi in ferro. Dopo la conquista ad opera di Alessandro Magno, l'Egitto fu intensamente ellenizzato e la falange assurse alla massima dignità tra le forze armate. Gli antichi egizi non furono grandi innovatori nella tecnologia oplologica, ed al contrario, il coevo progresso registrato in questa branca dell'umana esperienza è ascrivibile, per lo più, all'Asia Occidentale ed al mondo greco.
Nel secondo millennio a.C., l'organizzazione militare egiziana cessò di essere reclutata per mezzo della leva e si trasformò in una robusta struttura di militari professionali. Le conquiste di territori stranieri, come la Nubia, imponevano una forza permanente da stanziare all'estero. L'incontro con altri potenti regni del Vicino Oriente come Mitanni, gli ittiti, e poi assiri e babilonesi rese necessaria per gli egiziani la conduzione di campagne in zone lontane dalla madrepatria.
Questi soldati erano pagati con un appezzamento di terra adatto alle esigenze delle loro famiglie. Terminato il periodo di servizio, era concesso ai veterani di ritirarsi in tali fondi. I generali potevano diventare piuttosto influenti a corte, ma, al contrario di quanto succedeva in altri stati feudali, l'esercito era totalmente dominato dal re. Erano reclutati anche mercenari; all'inizio tra gli abitanti della Nubia (i Medjay), poi anche tra i libici e gli sherden al tempo del Nuovo Regno.
Nel periodo persiano vi furono mercenari greci tra le file dei faraoni ribelli. I mercenari ebrei ad Elefantina servirono i satrapi persiani d'Egitto nel V secolo a.C. Tuttavia, non è escluso che abbiano servito i faraoni egiziani del VI secolo a.C.
Da quanto si evince dalla propaganda reale del tempo, il re, o il principe ereditario capeggiavano personalmente le truppe egiziane in battaglia. L'esercito poteva consistere di decine di migliaia di soldati, così i più piccoli battaglioni con un organico di 250 uomini, condotto da un ufficiale, poteva essere la chiave del comando. La tattica implicava un'iniziale tempesta di dardi da parte degli arcieri, seguita da un attacco eseguito da fanteria e/o carri contro le linee nemiche in tal modo già stravolte. Stando alle narrazioni egizie, comunque, i nemici potevano talora tentare di sorprendere la massiccia formazione egiziana con la tattica dell'imboscata e sabotando la strada.
Anche nella valle del Nilo, navi e chiatte erano importanti elementi militari. Le navi erano vitali per rifornire le truppe. Il fiume Nilo non aveva guadi, perciò si dovevano usare le chiatte per l'attraversamento. Il dominio del fiume si è spesso rivelato necessario per proseguire gli assedi, come nel caso della conquista - da parte egiziana - di Avaris, capitale degli hyksos. Solo nel Periodo Tardo, l'Egitto si dotò di una marina per le battaglie sul mare. Tuttavia, vi fu una battaglia navale sulla costa egiziana nel XII secolo a.C. tra Ramesse III ed i popoli del Mare.

### Cinesi
L'antica Cina durante la Dinastia Shang era una società dell'Età del Bronzo basata su eserciti muniti di carri da guerra. Gli studi nei siti archeologici Shang di Anyang hanno rivelato diffusi esempi di carri da guerra ed armi in bronzo. La defenestrazione degli Shang da parte della Dinastia Zhou vide la creazione di un ordine sociale feudale, poggiante militarmente su una classe di guerrieri aristocratici su detti carri (士).
Nel Periodo delle Primavere e degli Autunni, la guerra crebbe sensibilmente.
Zuo zhuan descrive le guerre e le battaglie che si svolsero in tale periodo tra signori feudali. La guerra continuò ad essere stilizzata e cerimoniale, pur divenendo sempre più violenta e decisiva. Il concetto di egemone militare (霸) e la sua "via della forza" (霸道) giunsero a dominare la società cinese. La strategia cinese si evolse ponendo l'enfasi su inganno, intelligence e stratagemmi, come descritto da Sun Tzu ne L'arte della guerra.
La guerra si fece più intensa, spietata e risoluta durante il Periodo dei regni combattenti, in cui un grande mutamento sociale e politico si accompagnò alla fine del sistema dei carri da guerra, soppiantato dalle fanterie di massa. Anche la cavalleria fece il suo esordio, calando dalla frontiera settentrionale, malgrado la sfida culturale che essa poneva ai cinesi che vestivano mantelli.

### Indiani
Durante la civiltà Veda (tra il 1500 a.C. ed il 500 a.C.), i Veda ed altri testi correlati contengono riferimenti alla guerra. Le più antiche allusioni ad una specifica battaglia richiamano la Battaglia dei Dieci Re (Mandala 7 del Rigveda).
La più antica applicazione mondiale dell'elefante da guerra è collocabile intorno al 1100 a.C. nell'antica India ed è menzionata in diversi inni Veda sanscriti.
I due grandi poemi epici dell'India, Rāmāyaṇa e Mahābhārata (circa 1000 a.C. - 500 a.C.) ruotano intorno ai conflitti e fanno riferimento a formazioni militari, teorie belliche ed armamenti esoterici.
Vālmīki, l'autore di Ramayana, descrive l'apparato militare di Ayodhya come difensivo piuttosto che offensivo. La città, dice, era difesa energicamente ed era circondata da un profondo fossato: la città abbondava di guerrieri invitti, impavidi e maestri nell'uso delle armi, che assomigliavano a leoni posti a guardia delle loro caverne di montagna. 
Il Mahabharata descrive varie tecniche militari, compreso il Chakravyuha (una formazione militare).
Dall'India, gli elefanti da guerra furono portati all'impero persiano, dove furono utilizzati in diverse campagne. Il re persiano Dario III - come abbiamo già rammentato - impiegò una cinquantina di elefanti indiani alla battaglia di Gaugamela, che lo oppose ad Alessandro Magno. Nella battaglia dell'Idaspe, il re indiano Poro, signore del Punjab, con un inferiore esercito di 200 elefanti, 2000 cavalieri e 20000 fanti, creò notevoli difficoltà ad Alessandro Magno, che pure si giovava di 4000 cavalieri e 50000 fanti, ed alla fine riuscì in qualche modo a sopraffare Poro. All'epoca, l'mpero Magadha, in una zona più a nord-est dell'India e nel Bengala, contava su 6000 elefanti da guerra, 80000 cavalieri e 8000 carri da battaglia. Se Alessandro Magno avesse deciso di continuare la campagna in India, avrebbe fronteggiato una resistenza eccezionalmente forte da parte di un esercito così poderoso.
Chanakya era un professore di scienze politiche dell'Università di Takshashila, successivamente divenuto primo ministro dell'imperatore Chandragupta Maurya, il fondatore dell'Impero Maurya. Chanakya scrisse l'Arthashastra, che trattava vari argomenti della guerra antica assai dettagliatamente, comprese varie tecniche e strategie attinenti alla guerra. Esse includevano i primissimi casi d'impiego dello spionaggio e degli assassinii politici. Queste tecniche furono utilizzate da Chandragupta Maurya, già allievo di Chanakya, e poi da Ashoka il Grande (304 a.C. - 232 a.C.).
Chandragupta Maurya conquistò l'Impero Magadha e si espanse in tutta l'India settentrionale, fondando l'Impero Maurya, che si estendeva dal Mar Arabico al Golfo del Bengala.
Nel 305 a.C., Chandragupta sconfisse Seleuco I Nicatore, che governava l'Impero Seleucide e controllava buona parte dei territori conquistati da Alessandro Magno. Seleuco alla fine perse i suoi territori nell'Asia meridionale, compreso l'Afghanistan, in favore di Chandragupta. Seleuco scambiò i territori ad ovest dell'Indo con 500 elefanti da guerra ed offrì sua figlia in moglie a Chandragupta.
In virtù di questa alleanza matrimoniale, l'ostilità si mutò in amicizia, e Seleuco inviò un ambasciatore, Megastene, alla corte Maurya ubicata in Pataliputra. Per effetto di questo trattato, l'Impero Maurya fu riconosciuto quale grande potenza dal mondo ellenistico, ed i re d'Egitto e Siria inviarono propri ambasciatori presso detta corte.
A detta di Megastene, Chandragupta Maurya mise insieme un esercito formato da trentamila cavalieri, novemila elefanti da guerra e seicentomila fanti, che era il più grande esercito mai conosciuto nel mondo antico. Ashoka il Grande continuò ad espandere l'Impero Maurya fino a tutta l'Asia Meridionale, oltre ad un buon tratto di Afghanistan e parti della Persia. Ashoka alla fine abbandonò la guerra dopo essersi convertito al buddismo.

### Persiani
L'antica Persia emerse quale potenza militare di primo piano sotto Ciro il Grande. La sua forma di combattimento era basata sull'impiego in massa di fanteria munita di corazza leggera, incaricata di "fissare" (nel senso precisato precedentemente) le forze nemiche mentre la cavalleria si occupava di assestare il colpo mortale. La cavalleria era utilizzata in squadroni enormi ed era spesso dotata di corazze pesanti.
I carri erano usati in principio, ma nell'ultimo periodo dell'Impero Persiano furono resi obsoleti dal progresso della cavalleria (come, del resto, abbiamo già visto per altre coeve civiltà). All'apogeo del loro impero, i Persiani arrivarono a possedere elefanti da guerra provenienti dal Nordafrica e dalla lontana India.
L'élite dell'esercito persiano era costituita dai celebri Immortali di Persia, un reparto forte di 10000 soldati professionisti armati di picca, spada ed arco. Anche gli arcieri, tuttavia, erano una componente primaria dell'esercito persiano.
Le tattiche erano semplici: i comandanti persiani si limitavano a sopraffare il nemico con massicci contingenti di fanteria e cavalleria, mentre da tergo avrebbero tempestato i nemici con possenti bordate di frecce. Si diceva che una salva di frecce persiana avrebbe oscurato il sole. La ragione di questi imponenti numeri era di suscitare "shock e sgomento". Centinaia di migliaia di soldati avrebbero indotto lo sconforto in qualunque nemico, provocandone quasi di certo la resa. Se anche il nemico non si fosse arreso, il comandante persiano avrebbe inviato la prima ondata, che pressoché sempre sopravanzava numericamente qualunque altra forza. Se questo non avesse funzionato, sarebbe stata mandata la seconda ondata, composta da più truppe di maggiore qualità. Se nemmeno questo avesse raggiunto lo scopo, si sarebbe passati all'ondata finale, la cui punta di diamante era costituita dai leggendari Immortali. Queste tattiche generalmente erano coronate da successo in Medio Oriente, ma quando i persiani iniziarono a spingersi ad ovest, contro i greci, furono massacrati dagli opliti, più pesantemente corazzati e maggiormente organizzati tatticamente.

### Illiri
Ben poco si sa delle tattiche illiriche. Il re illiro Bardyllis trasformò il suo paese in una formidabile potenza locale nel IV secolo a.C.
Le principali città del regno illirico erano Lissa ed Epidamno. La loro potenza, in ogni caso, era indebolita da rivalità e gelosie.
Gli illiri erano notoriamente costituiti da tribù bellicose, che non furono mai veramente unite, e combattevano senza alcun effettivo ordine. La loro tecnica di combattimento pareva fare preminente affidamento sul valore del singolo piuttosto che sull'efficienza di un reparto organizzato.
Nel 359 a.C., il re Perdicca III di Macedonia fu ucciso mentre attaccava gli Illiri. Tuttavia, nel 358 a.C., Filippo II di Macedonia, padre di Alessandro Magno, sbaragliò del tutto gli illiri, impossessandosi del loro territorio e del lago Ohrid.
Durante l'esistenza della civiltà illirica, tale popolo fu conquistato da romani e macedoni, e da ultimo dai turchi ottomani (sebbene in tale ultima epoca gli abitanti del territorio fossero già conosciuti come albanesi).

### Popoli dell'Ellade

#### Grecia
La tendenza generale dei greci in fatto di tecnologia e tattica militare era condizionata dal fare affidamento sui cittadini coltivatori, che potevano dedicarsi alla guerra solo compatibilmente con le esigenze della produzione agricola. Questi soldati si organizzavano nella falange, una densa struttura di uomini corazzati, armati di lancia e protetti da scudi abilmente giustapposti.
Malgrado molte città greche fossero ben fortificate e la tecnologia greca non fosse all'altezza di violare tali difese, la maggior parte delle battaglie terrestri si combattevano in campo aperto. Ciò dipendeva dal limitato periodo in cui i soldati greci potevano prestare servizio prima di rientrare alle loro fattorie. Per costringere i difensori di una città a venire allo scoperto, si minacciava di devastarne i raccolti: gli assediati (potenziali) avrebbero rischiato di morir di fame nel successivo inverno se non si fossero arresi o se avessero rifiutato lo scontro campale.
Questo schema di guerra fu interrotto durante le guerre del Peloponneso, quando il dominio ateniese del mare permise alla città d'ignorare la distruzione dei propri raccolti per opera di Sparta e dei suoi alleati: il grano necessario per sopravvivere veniva spedito in città dalla Crimea.
Ciò portò a una condotta militare in cui ambedue i contendenti erano costretti ad impegnarsi in ripetuti colpi di mano per parecchi anni senza giungere ad una composizione del conflitto. Rese inoltre la battaglia navale una parte vitale dello scontro. Le battaglie navali ai tempi dei greci erano combattute fra triremi - lunghe e veloci navi a remi che impegnavano il nemico con azioni di speronamento ed abbordaggio. La manovra di speronamento era comunque quella di elezione per le flotte di triremi. Essa era tuttavia già ampiamente utilizzata, come testimonia Erodoto, anche nella condotta tattica delle precedenti generazioni di navi da guerra: le pentecontere.

#### Cretesi
I cretesi o minoici erano rinomati per le loro abilità come navigatori, divenute celeberrime in tutta l'antichità, e per i propri arcieri.

#### Traci
I Traci, seppure non abbiano mai avuto un ruolo fondamentale nella storia antica (eccetto rare occasioni), hanno avuto invece un esercito fra i più efficaci e completi. Lo stesso Erodoto disse che se i Traci si fossero uniti in un'unica nazione sarebbero stati invincibili, ma così non fu.
Avevano un'ottima fanteria (anche se mancava una tattica precisa di combattimento), una buona cavalleria leggera e forse i migliori schermagliatori dell'antichità, i Peltasti. Non sono note tattiche da combattimento Tracie, anche se ne appare una menzionata nel libro Lo scudo di Talos; dove pare che i Traci lasciassero accesi dei fuochi nella notte mentre erano nascosti nel buio aspettando che arrivassero i nemici per poi colpirli con frecce aiutati dall'oscurità.

#### Epiro
L'Epiro era una piccola regione situata fra l'odierna Albania e la Tessaglia. Gli epiroti combattevano facendo uso delle classiche unità greche, essendo fortemente influenzati dalle tradizioni militari della Grecia. Nonostante siano a volte considerati differenti dalle altre popolazioni più a sud come anche dai vicini macedoni a nord-est, un esercito epirota aveva ben poche differenze dal loro. Era composto prevalentemente da falangi, a cui aggiungevano truppe regionali limitrofe come gli agriniani, tribù illirica dalle influenze tracie rinomata per la sua fierezza e il coraggio. Dopo l'ascesa della Macedonia (vedi dopo), l'Epiro iniziò ad integrare anche reggimenti scelti di cavalleria sul modello alessandrino.
Alcuni re, come Pirro, importarono anche unità esotiche come gli elefanti.

#### Macedoni
Ai loro tempi, i macedoni erano la più completa forza militare organizzata sulla terra occidentale. Sebbene siano noti soprattutto per i successi di Alessandro Magno, non fu lui, bensì il padre Filippo II, colui che creò e progettò quell'eccellente strumento bellico utilizzato nelle relative conquiste. Esse non avrebbero mai avuto luogo, se l'esercito macedone non fosse già stato preparato in precedenza.
Filippo dotò i soldati macedoni che componevano la falange di sarisse, ossia delle aste lunghe cinque/sei metri con cui infilzare i nemici incalzandoli e premendo verso le loro file. La sarissa, quando era mantenuta eretta dalle ultime file della falange (essa normalmente contava otto file), contribuiva ad occultare alla vista del nemico le manovre che si attuavano a tergo della falange stessa.
Quando era tenuta orizzontale dalle file frontali della falange, era un'arma micidiale: si poteva rimanerne trapassati da gran distanza, ed ogni carica frontale verso una formazione compatta e stabile poteva divenire un suicidio in massa. Solo lo sviluppo di tattiche d'accerchiamento e di logoramento tramite truppe ausiliare avrebbe reso la falange vulnerabile a causa della sua scarsa mobilità; in ogni caso nell'esercito di Filippo (e di Alessandro) la falange poteva fare affidamento anche su poderosi reparti di cavalleria, su truppe d'élite come gli ipaspisti e ulteriori alleati leggeri per avere supporto.
Nel 358 a.C. affrontò gli illiri in battaglia con la sua falange macedone riorganizzata, infliggendo loro una totale disfatta. Gli illiri fuggirono in preda al panico, abbandonando sul terreno 7000 morti (tre quarti della loro intera forza).
L'esercito macedone dovette sembrare aumentato di numero nottetempo: invase la stessa Illiria, conquistando le tribù illiriche fino al profondo del paese, ed arrestandosi poco prima della costa adriatica.
Dopo la sconfitta degli illiri, la politica estera macedone si fece sempre più aggressiva. La Peonia era già stata integrata a forza nella Macedonia sotto il regno di Filippo. Nel 357 a.C. Filippo ruppe il trattato con Atene ed attaccò Anfipoli che abbandonò ai greci quando giunse al potere. La città cadde nelle mani dei macedoni dopo un intenso assedio. In tal modo, egli si garantì il possesso delle miniere d'oro nei pressi del monte Pangeo, da cui avrebbe tratto il sostentamento finanziario per le successive guerre.
Nel 356 a.C. l'esercito macedone avanzò ulteriormente ad est, catturando la città di Crenide (vicina alla moderna Drama) che apparteneva dapprima ai traci. Filippo la ribattezzò Filippi in proprio onore. La frontiera macedone orientale con la Tracia rimaneva così fissata al fiume Nestus (Mesta).
Poi Filippo marciò sulla Grecia settentrionale. In Tessaglia sconfisse i nemici ed intorno al 392 a.C., il controllo sulla regione greca settentrionale era saldamente nelle sue mani. L'armata macedone avanzò sino al passo delle Termopili, che separa in due parti la Grecia, ma non si azzardò a prendere anche quest'ultima, poiché ve ne era dissuaso dal possente presidio congiuntamente prestato da ateniesi, spartani e tebani ed era memore delle difficoltà incontrate dai persiani decenni addietro.
Avendo stabilizzato le regioni di confine della macedonia, Filippo mise insieme un grande esercito e marciò in profondità nella Tracia per una lunga campagna di conquista. Verso il 339 a.C. - sconfitti ripetutamente i traci - la gran parte della Tracia era saldamente posseduta dai macedoni, salve le città costiere di Bisanzio e Perinto che resistettero valorosamente a lunghi e difficili assedi. Ma entrambe sarebbero senz'altro cadute, se non fosse stato per l'aiuto che proveniva loro dalle varie città-stato greche, e dallo stesso impero persiano, che ora vedeva con apprensione l'ascesa della Macedonia, e la relativa espansione verso oriente.
Per ironia della sorte, i greci invitarono ed affiancarono contro i macedoni proprio i persiani, sebbene questi ultimi fossero stati per più di un secolo il popolo più odiato in Grecia. Il ricordo dell'invasione persiana di quasi centocinquant'anni prima era ancora vivo, ma la repulsione dei greci verso i macedoni l'aveva fatto accantonare.

### Periodo ellenistico

#### La conquista dell'oriente
Molto più tarde sarebbero state le conquiste del figlio di Filippo (Alessandro Magno), che avrebbe creato uno stile di impiego tattico della cavalleria che rappresenterà un'evoluzione dello stile di combattimento greco, e vedrà l'arruolamento di grandi corpi di armati per i lunghi periodi necessari alle sue campagne contro la Persia. La cavalleria assurse con Alessandro ad un maggior rilievo, in particolare con riferimento ai cosiddetti Eteri, una formazione di élite.
Questo potenziamento non fu di poco conto: questo reparto ben organizzato di cavalleria, assieme a truppe leggere (fra cui anche gli agriniani prima menzionati per l'Epiro, utilizzati in quasi tutte le battaglie principali come truppe d'assalto leali e indomite, quasi a livelli fanatici), assicurava un supporto importantissimo ai fianchi, punto cieco della falange, e possibilità di attacco non indifferenti mediante una tattica "ad incudine e martello". Mentre la falange avanzava, la cavalleria martellava lateralmente e sul retro l'esercito avversario, che si ritrovava compresso fra le aste dei falangiti e i compagni. Molte battaglie di Alessandro furono vittoriose grazie al determinante impatto della sua cavalleria sull'imponente ma inefficiente esercito persiano a sostegno delle falangi che avanzavano.
Un'altra caratteristica dell'esercito alessandrino fu l'intenso "scambio culturale" con i paesi conquistati: sovente Alessandro fondava nuove città in cui faceva stabilire colonie militari gestite da suoi ufficiali, diffondendo la cultura greca nel vicino oriente, e spesso reclutò e integrò fra le proprie file di falangiti truppe native, in particolar modo nell'area indo-iraniana. Ciò perché Alessandro coltivava anche un sogno di unione dei popoli, che però come vedremo si sarebbe infranto ben presto.
L'espansione di Alessandro fu inarrestabile: Anatolia, Siria e Fenicia, Egitto, Mesopotamia, Persia e Battriana. Arrivò a spingersi fino al lontano fiume Indo con l'intento di attraversarlo, ma il malumore dei suoi soldati per il clima monsonico, la guerriglia delle tribù indiane e l'atteggiamento del conquistatore divenuto sempre più influenzato dai culti monarchici assolutistici orientali lo costrinse a desistere dal suo intento di attraversarlo per proseguire oltre. Ritornò a Babilonia, dove stabilì la capitale del suo nuovo impero: tutto il mondo conosciuto nell'antichità era stato conquistato da lui, e nessun altro conquistatore si spinse tanto lontano quanto lui; un racconto forse apocrifo narra che a Persepoli, dinanzi alla tomba di Dario, Alessandro pianse perché non v'era più nulla da conquistare, se non pochi regni minori.
La sorte non fu però felice con lui, che mentre progettava un'espansione nei territori arabi morì nel 323 a.C. improvvisamente e in circostanze mai del tutto chiarite, forse per malattia (come una ricaduta malarica) oppure per avvelenamento.

#### I diadochi
Dopo la morte di Alessandro, l'impero da lui conquistato si divise fra i suoi generali, i cosiddetti successori o diadochi. La cultura ellenica, tuttavia, si diffuse fra questi grandi regni, come anche l'impiego della falange a livello militare, spesso integrandovi militi asiatici. Una miscela di elementi greco-macedoni e persiani (o anatolici, egizi, indo-ariani e quant'altro) che avrebbe realmente potuto far tremare qualunque altro esercito dell'antichità, se solo l'impero conquistato da Alessandro non si fosse disgregato e fosse rimasto unito.
Nei secoli successivi la relativa raffinatezza a cui era giunta la falange sarebbe inesorabilmente decaduta. Le rivalità fra i diadochi, con le relative guerre, indebolirono molto il pur formidabile apparato militare di cui disponevano, in particolare l'élite dei compagni si ridusse drasticamente di numero rendendo ben più difficoltosa la tattica del "martello e incudine" di Alessandro e lasciando vulnerabili le falangi alle manovre di cavalleria, come quelle dei parti che dall'Asia centrale stavano premendo verso la Persia dei seleucidi. Anche nella fanteria diminuì il numero delle truppe di livello superiore, come i componenti delle falangi dallo "scudo argentato" o le guardie reali.
Nonostante tutto gli eserciti dei diadochi rimanevano una forza da non sottovalutare e che poteva dare ancora prova di grande forza: ciò che venne a mancare maggiormente e che più di tutto contribuì al declino dei regni ellenistici fu uno stratega ed un leader capace quanto Alessandro.
In molte battaglie il supporto difensivo per le falangi sarebbe stato mal gestito, mentre in altre la stessa formazione sarebbe stata trascurata lasciando che si disorganizzasse nel furore della battaglia, rendendo le truppe aggirabili e scompaginabili da eserciti più avanzati, dotati di nuove tattiche mobili che li rendevano ben più elastici (capaci di attaccare sul fianco e da dietro) e di rompere le righe della falange per ingaggiare i soldati in uno scontro ravvicinato.
È il caso di una città italiana, rapidamente divenuta egemone nella penisola, che nella sua espansione si trovò a fronteggiare gli "eredi" degli eserciti macedoni e riuscì a sopraffarli sfruttandone i punti deboli grazie al proprio esercito moderno, attrezzato e versatile: Roma.

### Romani

#### Aspetti generali
L'esercito romano fu il primo esercito professionale. Traeva origine dall'esercito civico della repubblica romana, composto da cittadini in servizio obbligatorio in favore di Roma. 
L'esercito romano era essenzialmente di fanteria. La cavalleria aveva un compito unicamente esplorativo o da supporto leggero, e solo dopo gli scontri contro le pesanti formazioni a cavallo pesanti dei parti vennero adottati dei repalti di cavalleria corazzati.
Inizialmente, l'anima della legione andava ricercata nella mentalità sobria e preparata alla battaglia, nel senso del dovere dei cittadini e nella loro devozione verso la patria, che rendevano i soldati delle legioni degli avversari coriacei ed accaniti. La sua strutturazione era basata sul censo, con i cittadini più poveri a costituire le truppe più leggere e peggio armate (come i rorarii e gli accensi, con compiti più che altro di schermaglia e supporto), mentre quelle più ricche a formare le truppe migliori fino alla classe degli equites per la cavalleria. Infatti ogni soldato doveva procurarsi autonomamente l'equipaggiamento.
Inizialmente i soldati mantenevano formazioni simili a quelle oplitiche, ma ben prestò divenne necessario rivedere le tattiche e gli schieramenti di seguito alle guerre contro i sanniti, che ben conoscevano il territorio collinoso dell'Italia centro-meridionale e sapevano sfruttarlo a proprio vantaggio contro i meno mobili soldati romani, e di seguito alle bande di galli che rappresentavano una minaccia costante.
Si giunse attraverso i secoli così allo schieramento tipico della Roma repubblicana, che consisteva di tre file costituite da hastati, principes e triarii, rispettivamente le truppe più giovani, quelle più esperte e infine i veterani, gli "ossi duri" dell'esercito (essere fra i triarii era considerato un grande onore, e quando dovevano scendere in campo perché le altre due file non avevano ottenuto successo si riteneva che la situazione fosse davvero ardua per richiedere addirittura il loro intervento). Accanto a loro vi erano i velites, schermagliatori leggeri. L'armamento per diverso tempo fu ancora appannaggio dei singoli soldati che dovevano procurarselo autonomamente; in genere i triarii combattevano con una lancia, mentre gli hastati e i principes disponevano solo di un giavellotto da scagliare contro i nemici (l'hasta da cui il nome) per poi ingaggiarli con la spada, mentre i velites facevano uso di giavellotti leggeri, fionde ed eventualmente archi corti. Le armature erano di cotta di maglia o composte da un grosso pezzo modellato sulla muscolatura umana (analoghe a certe greche), mentre gli scudi erano ampi, di forma rettangolare (grossomodo, in realtà gli angoli erano curvi come anche la sezione dello scudo).
Si aggiunse inoltre anche la necessità di rendere le forze armate sempre più efficienti, impiegabili con regolarità e potenziabili. Ulteriori riforme dell'esercito, la costruzione di strade per permettere un dispiegamento di forze più rapido e migliori strutture di arruolamento furono passi molto importanti.
L'egemonia romana necessitava della guerra per mantenersi e per espandersi, come anche per difendersi dalle minacce esterne ai domini di Roma. L'esigenza di combattere fu il principale motivo per cui i romani riponevano assoluta cura nell'esercito, e per cui esso divenne il più disciplinato e meglio organizzato dell'antichità.

#### Sviluppo dell'esercito nella Roma repubblicana
Nel periodo repubblicano, le tattiche sul campo vennero via via perfezionate e svariate formazioni (come le famose formazioni a cuneo e a testuggine). Si rifinì l'equipaggiamento, con uno scutum resistente ed una robusta armatura a maglia, la lorica hamata, per quanto riguarda la difesa; mentre per l'offesa, il letale pilum era il giavellotto da lancio dei soldati prima di estrarre la spada, atto principalmente a conficcarsi negli scudi avversari senza poter più essere estratto (per via della sua conformazione) rendendoli inservibili. Da questo punto di vista fu soprattutto importantissima l'abilità romana di imitare se non proprio copiare i punti di forza dei propri avversari per acquisirne i vantaggi, oppure per impedire al nemico di sfruttarli, o per evitare di ripetere gli stessi errori di seguito ad una sconfitta (come nella battaglia di Canne). I romani cercavano di trarre il massimo beneficio possibile dall'esperienza, e spesso perfezionavano o adattavano alle proprie esigenze tattiche nemiche o equipaggiamento: l'esempio più famoso è il famoso gladio, la spada dei legionari, che venne importata dalle popolazioni iberiche per la sua qualità dopo le guerre puniche.
Tutto ciò aveva come collante la fortissima disciplina degli uomini, ereditata dal già citato senso del dovere cittadino e forgiata tramite mille battaglie. La vita del legionario era dura, sottoposta ad un'organizzazione rigida e a marce massacranti con il pesante equipaggiamento in spalla che rendeva i soldati ancora più coriacei. Usuale era la tradizione di costruire un accampamento fortificato in breve periodo dopo ogni spostamento, mentre la fedeltà a Roma veniva esaltata e glorificata - come la sua protezione ad ogni costo dagli eserciti nemici fortemente instillata nelle menti dei soldati. Anche gli ufficiali venivano forgiati in un ambiente fortemente disciplinato e che richiedeva da loro il massimo sforzo per il bene della Patria. Alcuni godevano di immenso prestigio e ottennero importanti riconoscimenti a Roma.
La decadenza dell'Impero romano sopraggiunse accompagnata anche dall'"ammorbidimento" di questa disciplina ferrea.
I nemici in questo periodo furono molti e spesso temuti e rispettati dagli stessi romani. Dapprima le armate di Pirro, re dell'Epiro, giunte nell'estremo sud dell'Italia riuscirono a battere i romani a costo però di perdite altissime (da cui il termine "vittoria di Pirro" per i successi ottenuti a caro prezzo). Dopo l'occupazione delle città della Magna Grecia, successivamente fu la volta di Cartagine, rivale politica ed economica di Roma contro cui furono combattute ben tre guerre. Si ricorda soprattutto la seconda, perché in questa Cartagine riuscì a far vacillare Roma grazie ad un generale come Annibale che riuscì a penetrare in Italia e ad infliggere pesanti sconfitte ai romani (come sul lago Trasimeno, sul fiume Trebbia e nella famosa battaglia di Canne). Tuttavia, il genio militare di Annibale non poté far fronte alle difficoltà logistiche e al logoramento del suo esercito, un esercito guidato da Asdrubale venne annientato prima che potesse ricongiungersi con lui presso il fiume Metauro e infine Publio Cornelio Scipione sbarcò nei pressi di Cartagine ponendola d'assedio e costringendo Annibale a lasciare l'Italia per difendere la madrepatria, venendo però sconfitto a Zama.
Contemporaneamente, i romani intrapresero delle guerre contro la Macedonia, alleatasi con i cartaginesi, e in Spagna, dove si estendevano le mire espansioniste sia di Roma che di Cartagine.

#### Riforme nella tarda repubblica e nel periodo imperiale
Una svolta decisiva per l'esercito romano avvenne in età tardo-repubblicana: le riforme di Mario intorno al 100 a.C. trasformarono l'esercito in una struttura professionale, ancora ampiamente sostanziata di cittadini, che tuttavia prestavano servizio continuativo per venticinque anni prima di essere congedati ed erano in maggior parte reclutati nelle province. La legione venne riformata in più coorti, si uniformarono per equipaggiamento e armi le precedenti file di hastati, principes e triarii (diventando divisioni puramente nominali) e vennero adottati scudi e armature sempre migliori.
Questa regolarizzazione dell'esercito fu un passo in avanti molto importante e rese le legioni sempre più efficienti ed affidabili in battaglia.
Sul campo di battaglia fece sentire i suoi effetti grazie alle truppe guidate da Gaio Giulio Cesare, che conquistò la Gallia, sconfisse i germani di Ariovisto ricacciandoli oltre il Reno e tentò una spedizione in Britannia; e Gneo Pompeo Magno, che condusse spedizioni di successo contro i pirati del Mediterraneo ed estese il dominio di Roma, diretto o sotto forma di protettorato, nel medio oriente. Disastroso fu invece l'esito dell'incontro con i parti, popolazione che aveva occupato i territori dell'antico impero persiano: Marco Licinio Crasso condusse una spedizione in profondità nel loro dominio, ma la sete, la fatica, l'accerchiamento delle proprie truppe, il martellamento condotto dagli arcieri a cavallo nemici e gli svantaggi tattici resero le sue legioni preda facile della cavalleria corazzata partica. La disfatta di Carre fu la peggiore dai tempi di Canne.
A lungo andare, però, ciò ebbe un importante risvolto sul piano gerarchico e politico: infatti i soldati iniziarono via via a legarsi maggiormente all'esercito, alla propria legione e soprattutto al proprio generale più che allo stato. Esemplare fu l'autorevolezza e la stima che Giulio Cesare godette fra i propri uomini. Questo fattore fu una medaglia a due facce: se fu proprio grazie ad esso che lo stesso Cesare ottenne la massima lealtà ed efficienza da parte dei propri uomini nelle sue campagne militari nonostante le distanze dalla patria (come in Gallia), dall'altro lato comportò una perdita di autorità del potere centrale di Roma a favore dei comandanti che ben presto, quando cominciarono ad accrescere la propria influenza, non esitarono a cercare nei propri soldati la base su cui consolidare il proprio potere, anche a costo di scatenare guerre civili come fra lo stesso Cesare e Pompeo.
Fu durante l'epoca imperiale comunque che l'esercito assunse un peso sempre maggiore nella politica di Roma, quando molti imperatori vennero proclamati tali dalle proprie truppe e non indugiarono a scendere in battaglia per ottenere la supremazia sui propri antagonisti.
Sempre in questo periodo vi furono ulteriori riforme, come quella di Ottaviano che riorganizzò l'organico delle legioni e le composizioni numeriche; lo sviluppo di nuovo equipaggiamento come la lorica segmentata; l'adozione di nuove componenti militari come le truppe barbariche fra le file della legione o i cavalieri catafratti nell'Impero d'Oriente dopo le battaglie con i Parti - contro i quali spesso i romani, come già anticipato, incontrarono molte difficoltà.
Sul campo, Ottaviano consolidò i confini dell'impero integrandovi regioni minori, ma l'esercito subì la sua terza famosa grande disfatta a Teutoburgo, quando i legionari in fila, guidati da Publio Quintilio Varo, vennero attaccati a sorpresa dai germani di Arminio, accerchiati e distrutti. Fu invece Traiano a garantire all'impero la sua massima estensione storica e il suo punto di maggior potere militare, conquistando la Dacia, riuscendo finalmente a tenere a bada i parti annettendo Mesopotamia e Armenia e infine sottomettendo la Britannia, circa un secolo dopo le prime esplorazioni di Cesare. A questo punto, però, l'impero iniziava a diventare sempre più grande e complesso nella sua gestione, nonché sempre più difficile da difendere: il successivo imperatore Adriano rinunciò alle conquiste in medio-oriente del suo predecessore per attestarsi su posizioni più facilmente difendibili, fortificò i confini con i germani e creò una lunga cinta muraria al confine con la Caledonia (l'odierna Scozia), cioè il famoso Vallo di Adriano, per proteggere la Britannia dalle incursioni delle popolazioni celtiche scozzesi.

#### Tardo Impero romano
L'ultima grande riforma fu quella iniziata da Gallieno e conclusa da Costantino, nel quarto secolo d.C. La situazione era molto diversa da quella di secoli prima, l'Impero era un gigante economicamente fragile trafitto da problemi di ordine interno, contrasti religiosi, sempre più guerre civili e incapace di far fronte a tutte le minacce esterne che premevano al confine (i germani sempre più pericolosi e la dinastia sasanide in Persia che subentrò ai parti). La macchina da guerra romana era troppo costosa da mantenere agli standard precedenti, ed inoltre fra gli stessi romani non vi era più propensione ad arruolarsi: gli eserciti iniziavano sempre più ad essere composti da barbari, spesso poco inclini alla disciplina legionaria. L'esercito insomma si stava già di suo trasformando dall'interno per ragioni di natura sociale, oltre che per quelle economiche che incombevano su di esso, mutando la propria forza basata sulla disciplina del collettivo di soldati verso una che si incentrava sempre più sul singolo soldato (anticipazione della mentalità dei cavalieri e dei guerrieri del Medioevo).
Più di tutto ciò però va aggiunto che i germani avevano cambiato le loro modalità di guerra: se in precedenza tentavano attacchi a piedi con numerosi gruppi di fanteria, in questo punto della storia si erano orientati verso scorrerie di piccoli gruppi spesso di cavalleria, contro i quali le legioni non erano sufficientemente mobili e tempestive.
Costantino riorganizzò la legione riducendone gli effettivi ed anche equipaggiando in maniera più leggera i soldati. Nell'esercito da una parte vi erano i limitatenses, guarnigioni di confine armate giusto come truppe di presidio. Esse dovevano tenere a bada le incursioni nemiche e rallentarle, praticamente tenendo duro e resistendo fino all'arrivo dei rinforzi, cioè i comitatenses, gli eredi dei legionari delle epoche passate. I comitatensi, meglio armati ed equipaggiati, dovevano infatti successivamente intervenire con il grosso delle loro forze, comunque più piccole e veloci delle legioni precedenti, per sbaragliare il nemico.
Questa riforma fu molto significativa perché trasformava interamente l'apparato difensivo dell'impero rendendolo in grado di reagire più celermente alle minacce.
Si potrebbe quasi dire che ciò permise all'Impero romano di sopravvivere fino al quinto secolo, ma più ritardando l'inevitabile che salvandolo fino a nuovi sviluppi.
I comitatensi d'altronde, rimanevano inferiori alle legioni di Cesare per addestramento, vista la già citata assenza di truppe italiche abituate alla disciplina romana, e per equipaggiamento: lo scudo rettangolare venne sostituito da uno ovale che non consentiva la formazione a testuggine, il giavellotto venne sostituito da dei dardi più leggeri e meno efficaci (utilizzati per colpire il colpibile, senza i risvolti tattici del pilum), la lorica segmentata venne abbandonata per la più comoda ed economica lorica hamata che, pur antica, non era mai caduta in disuso.
Contemporaneamente, i nemici germani si facevano sempre più numerosi, dotati di corazze migliori e spade lunghe di migliore qualità rispetto al passato, e la loro cavalleria aveva dei reali antagonisti solo nell'Impero d'Oriente dove erano stati costituiti dei corpi formidabili nei catafratti e nei clibinarii.
Con una situazione sempre più critica si aggiunse l'invasione degli unni, signori delle steppe asiatiche con i loro razziatori che dominavano incontrastati i campi di battaglia del quinto secolo (solo il generale Flavio Ezio riuscì ad ottenere una netta vittoria contro di loro) e con le loro scorrerie spinsero sempre più tribù germaniche ad emigrare, quasi per fuggire, cercando rifugio nei territori dell'(ex-) impero. Ad esempio, i franchi si stanziarono nella Gallia, i vandali tentarono di occupare la Spagna per poi ripiegare in Nordafrica sotto pressione dei visigoti, i sassoni e altre popolazioni attraversarono la Manica per giungere in Britannia.
Altro fattore che segnò la fine degli eserciti romani fu l'adozione della staffa, che rese la cavalleria avversaria temporaneamente invincibile (fino allo sviluppo di nuove tattiche nel Medioevo con i picchieri, riprendendo per ironia della sorte alcuni concetti delle da tempo estinte falangi) per gli eserciti tradizionalmente basati su di un nucleo di fanteria come quello romano. I razziatori delle steppe, i cavalieri goti, i mercenari sarmati (questi ultimi apprezzati anche fra le file romane che li impegnò come truppe ausiliarie o mercenarie) divennero i nuovi padroni incontrastati dei campi di battaglia all'alba dell'alto Medioevo.

#### Ulteriori note
L'esercito romano va anche ricordato per aver fatto largo uso di truppe ausiliarie, formate da stranieri che prestavano servizio nelle legioni, andando a ricoprire ruoli che le forze armate romane tradizionali non potevano svolgere con efficacia, ad esempio le truppe leggere impiegate nelle scaramucce e la cavalleria pesante. Più tardi, come già detto, durante il tardo impero queste truppe ausiliarie, assieme a mercenari stranieri, divennero sempre più numerose, fino a quando nel tardo periodo il nucleo stesso dell'armata di Roma era composto esclusivamente da provinciali, molti dei quali un tempo sarebbero stati chiamati "barbari". Negli ultimi anni inoltre, tribù quali i visigoti furono indotte - a peso d'oro - al mercenariato in favore dei romani.
Ciò indebolì la struttura fortemente disciplinata e devota verso la patria che rese la macchina bellica romana egemone in età repubblicana e per buona parte di quella imperiale, ma le radici di questo cambiamento vanno cercate nella società romana che, nel corso dei secoli, era radicalmente mutata (soprattutto dopo l'influenza culturale della civiltà greca prima e l'avvento del Cristianesimo dopo) e l'organizzazione statale si era progressivamente decentrata
Inoltre, la crescente importanza militare delle unità di cavalleria presso altri popoli rappresentò un grave pericolo per l'esercito imperiale, tradizionalmente basato sulla fanteria e che nel suo ultimo periodo di vita rimase indietro rispetto agli importanti avanzamenti in campo bellico dei cavalieri nemici (preludio alla superiorità della cavalleria nel Medioevo). L'unica eccezione fu data dall'Impero romano d'oriente o Impero bizantino, che resse alle invasioni barbariche (anche a costo di pagare ingenti tributi come agli unni) e sopravvisse per un altro millennio dando al contempo vita ad un efficiente corpo di cavalleria pesante con i propri catafratti e i (relativamente) più leggeri clibinarii.
La marina romana per tradizione era considerata meno importante, sebbene restasse vitale per il trasportare forniture logistiche e truppe, anche durante la grande operazione di bonifica dai pirati eseguita nel Mediterraneo da Gneo Pompeo nel I secolo a.C. Le battaglie romane avvennero per lo più su terra, specialmente nel periodo di massimo splendore imperiale, quando i territori attorno al Mediterraneo erano soggetti al dominio romano.
Ci furono però importanti eccezioni. La prima guerra punica, lo scontro decisivo con il mortale nemico cartaginese III secolo a.C., fu in gran parte un conflitto navale. E si combatté sul mare la battaglia di Azio, episodio fondante dell'impero sotto Ottaviano Augusto.

### Germani
Non ci sono tracce storiche di tribù di germani ad est del Reno e ad ovest del Danubio se non in epoca piuttosto tarda dell'età antica, pertanto si può prendere in considerazione solo il periodo successivo al 100 a.C. Quel che è certo è che l'idea germanica di guerra differiva sensibilmente dalle ordinate battaglie combattute da romani e greci. I germani si dedicavano piuttosto a piccole o grandi scorrerie.
Lo scopo di tali imprese non era generalmente la conquista di territorio, ma piuttosto la razzia di risorse e l'acquisizione di prestigio. Le scorrerie erano condotte da milizie irregolari, spesso composte da membri della medesima famiglia o di uno stesso villaggio, che operavano in gruppi che variavano dalle dieci alle mille unità. Capi muniti di straordinario carisma personale potevano tenere uniti più numerosi contingenti e/o per un tempo superiore, ma non vi era alcuna sistematicità nell'arruolamento e nell'addestramento, sicché la morte di un capo autorevole poteva implicare il disfacimento del suo esercito. Gli "eserciti" spesso comprendevano una quota maggioritaria di non-combattenti, poiché si trattava in sostanza di orde di nomadi accompagnati da anziani, donne e bambini.
Grandi corpi di truppe, anche se appaiono con enfasi nei libri di storia, nell'antichità costituivano più un'eccezione che la regola. Così, una tipica formazione bellica dei germani poteva consistere di cento uomini con l'esclusivo scopo di predare un villaggio confinante (germanico o di altra etnia). Secondo fonti romane del tempo, quando le tribù germaniche affrontavano battaglie di schieramento, la loro fanteria si disponeva spesso a blocchi, alla cui guida si trovava un capo clan.
Anche se sconfitti sovente dai romani, i germani furono ricordati nei racconti dei romani quali feroci combattenti la cui principale rovina risiedeva nella carenza di un comando unitario. I loro successori alla fine avrebbero dato origine all'Europa moderna ed alla guerra medievale.

### Giapponesi
L'alto periodo Yamato aveva visto un continuo impegno nella penisola di Corea fino a quando da ultimo il Giappone si ritirò, assieme a ciò che restava delle forze del regno Baekje. Avvennero diverse battaglie nell'epoca considerata poiché la successione al trono dell'imperatore era divenuta viepiù importante.
Al tempo del periodo Nara, Honshū era completamente nel dominio del clan Yamato. Verso la fine del periodo Heian, i samurai divennero una forza politica potente, dando così inizio al periodo feudale.